# Kartäuserstraße (Mainz)

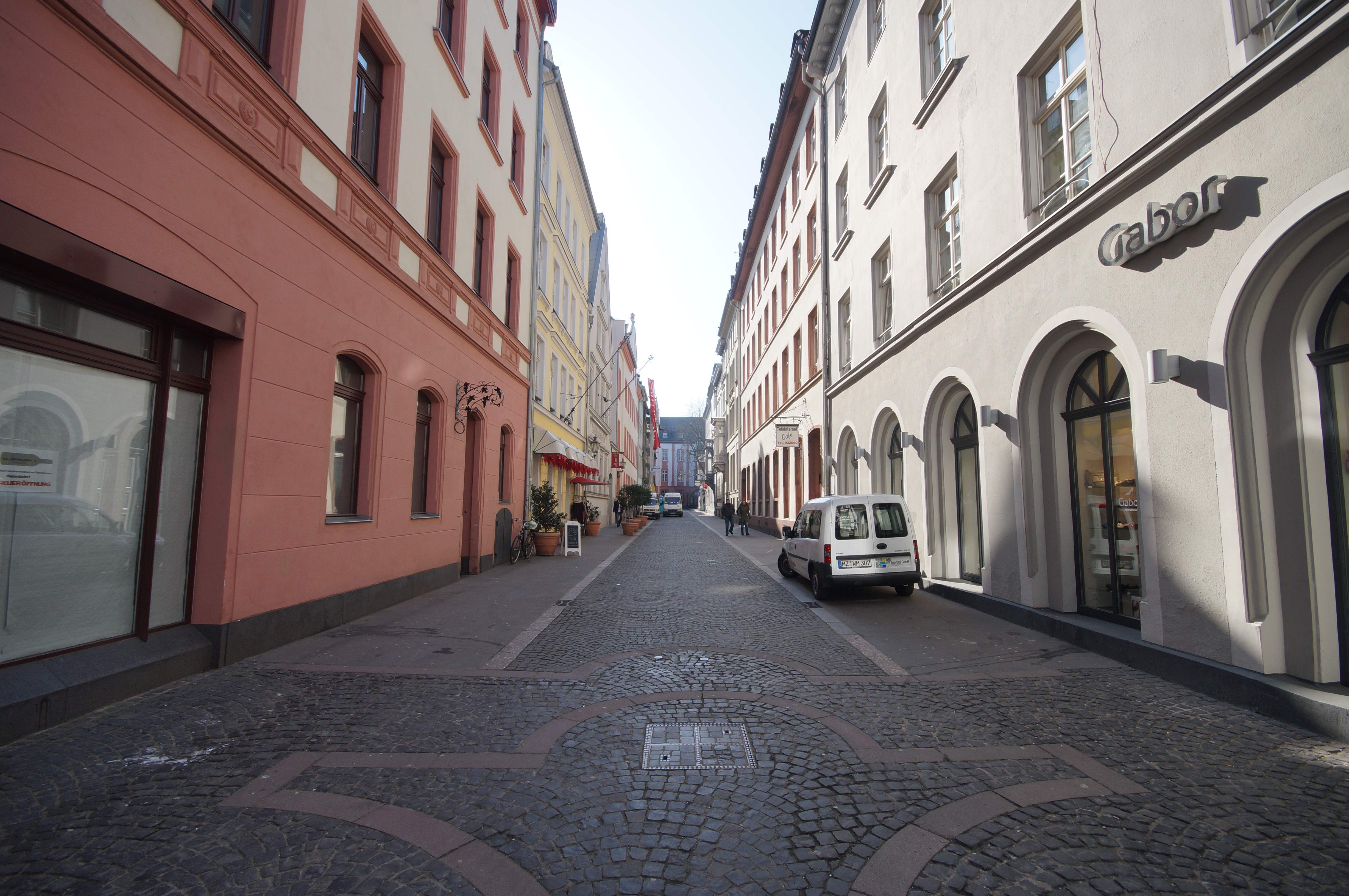
Die Kartäuserstraße in Mainz-Altstadt

Die Kartäuserstraße ist eine Innerortsstraße in Mainz-Altstadt. Sie trägt den Namen der früher in diesem Bereich ansässigen Mainzer Kartäuser. Der etwa 90 Meter lange Straßenzug gilt heute als Denkmalzone.

## Geschichte

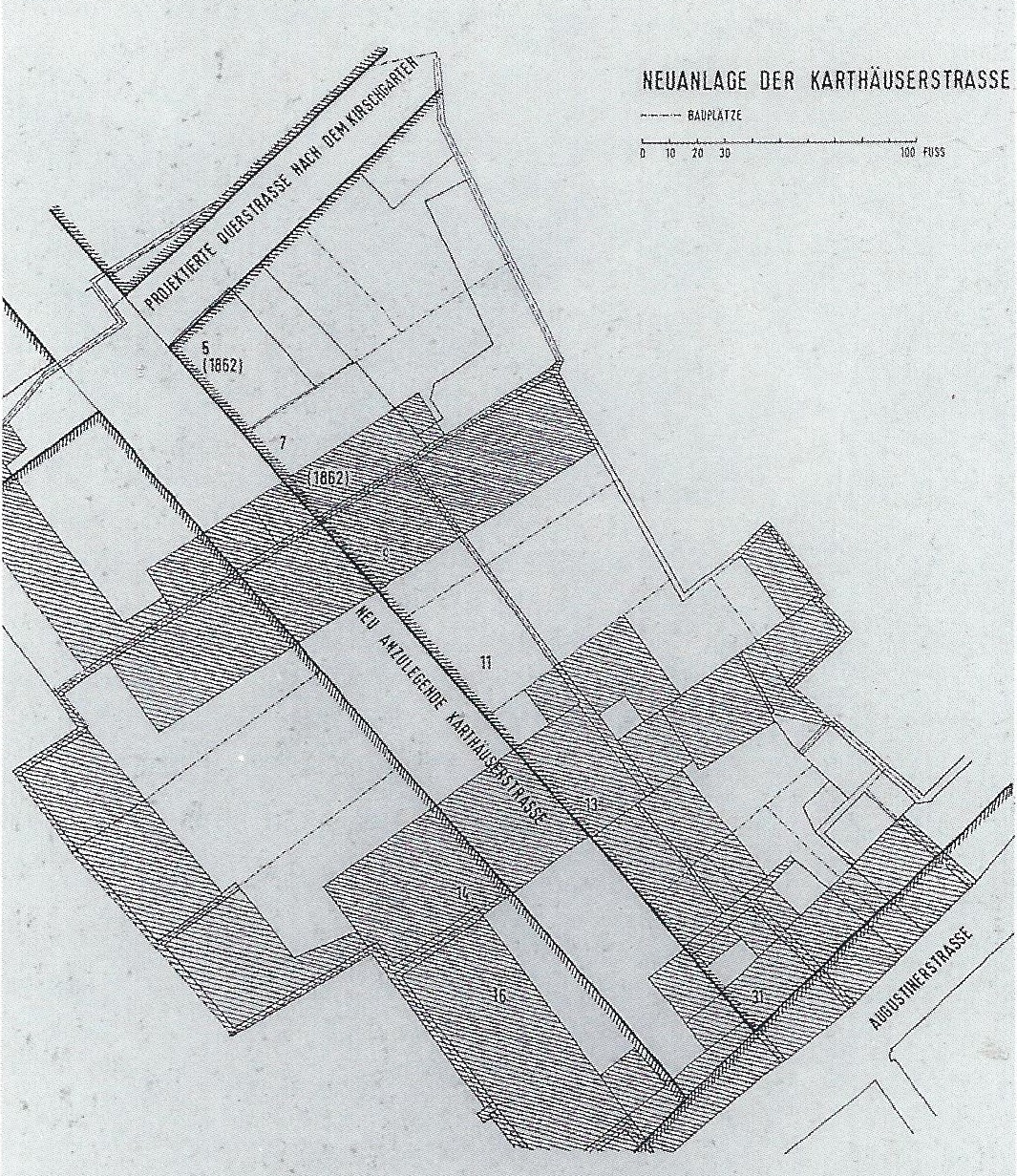
Der Bebauungsplan der Kartäuserstraße von 1862

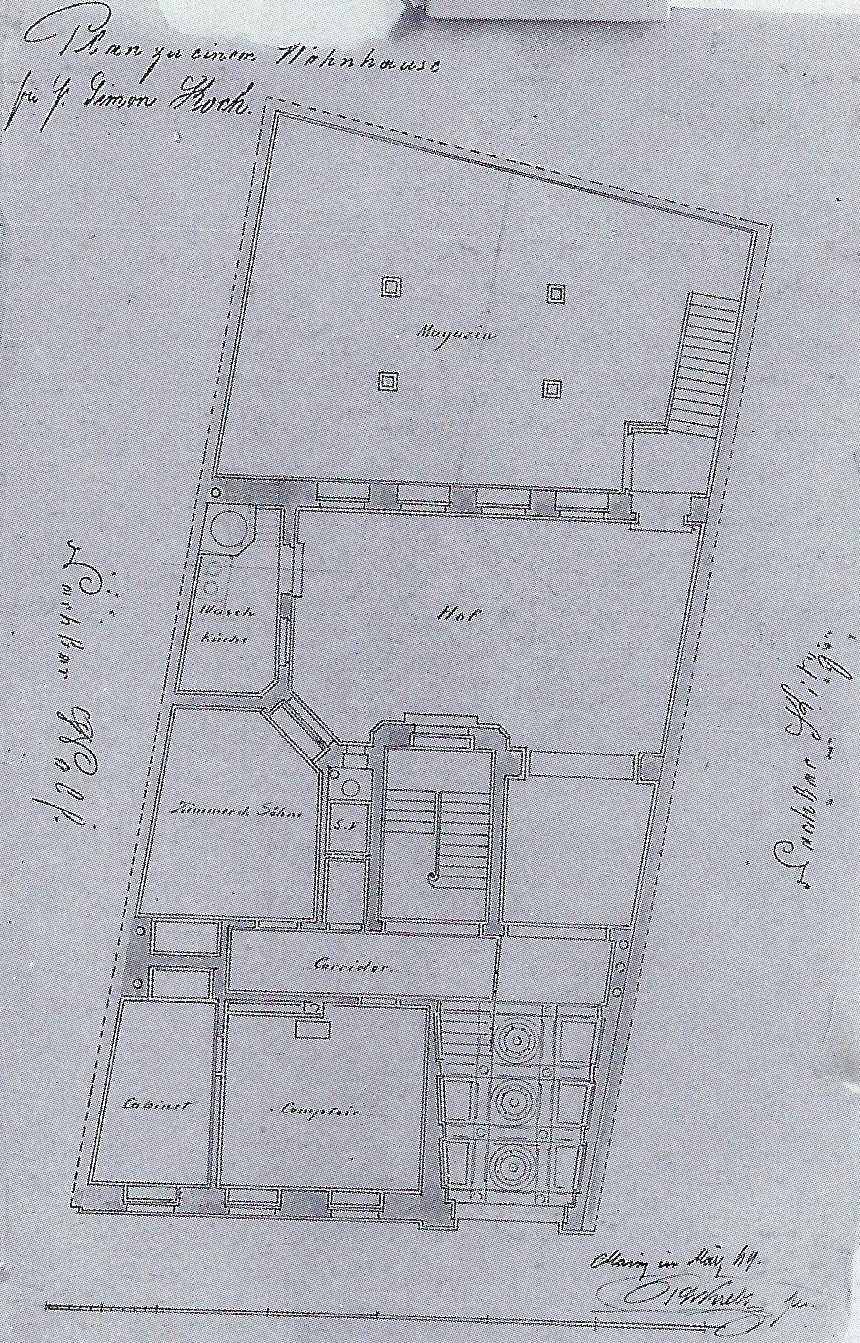
Die Bauzeichnung des Hauses in der Kartäuserstraße 9 von 1869

Die Geschichte der Kartäuser in Mainz begann 1460. Zu dieser Zeit bezogen sie das Haus „Zur Großen Eich“. Heute befindet sich dort die Hausnummer 29 der Augustinerstraße. In der Folge breiteten sich die Kartäuser in diesem Bereich weiter aus. Ende des 17. Jahrhunderts reichte ihr Grundstück bis zur Schönbornstraße. Im Laufe dieses Jahrhunderts erwarben sie auch die Grundstücke in der Augustinerstraße 31 bis 35. Als kleiner Zugang zu diesem großen Anwesen wurde in dieser Zeit auch die Traufgasse „Kartäuserreul“ angelegt, die bis heute besteht. Der Klosterhof des Ordens befand sich etwa dort, wo heute die Kartäuserstraße verläuft. Im Klosterhof wurden wertvolle Früchte, Weine und Nahrungsmittel aufbewahrt und verkauft. 1781 gaben die Kartäuser schließlich ihre Kartause auf. Heute sind noch in den Gebäuden Kartäuserstraße 16, Augustinerstraße 27 und besonders in der Kartäuserstraße 14 Reste von Mauern des alten Klosterhofs vorhanden.
1862 plante der Stadtbaumeister Joseph Laské im Rahmen der Erweiterung der Mainzer Innenstadt die Neubebauung der Kartause. Er sah in diesen Plänen die Kartäuserstraße vor, die das Grundstück teilen und das Rochusspital in der Rochusstraße über die Schönbornstraße mit der Augustinerstraße verbinden sollte. Gleichzeitig ließ Laské auf dieser Höhe die Augustinerstraße durch eine neue Fluchtlinie auf der westlichen Straßenseite verbreitern. Anschließend wurde das ehemalige Gelände der Kartäuser in 16 Flurstücke aufgeteilt.
Der Abschluss des Bauvorhabens zur Bebauung des Bereichs um die Kartäuserstraße dauerte nun nur noch wenige Jahre. Bei der Errichtung des Bereichs, der heute als Denkmalzone ausgewiesen ist, waren mehrere Bauherren und Architekten beteiligt.

## Architektur
Die Kartäuserstraße liegt in der Mainzer Altstadt. Sie verbindet die Augustinerstraße mit der Rochusstraße, auf mittlerer Länge kreuzt sie die Schönbornstraße. Die Fassaden der Gebäude in der Kartäuserstraße sind weitgehend einheitlich gestaltet. Der Kern der Denkmalzone beinhalten die Gebäude in der Kartäuserstraße 5 bis 14 und 16. Diese Straßenraumgestaltung ist seit dem 19. Jahrhundert unverändert erhalten geblieben. Die Gebäude sind fast ausnahmslos dreigeschossige und viergeschossige Gebäude mit Traufständen. Das einzige giebelständige Bauwerk ist das Haus Kartäuserstraße 14, in dem heute ein Restaurant beheimatet ist.
Charakteristische Gebäude in der Denkmalzone sind das von Joseph Laské geplante Gebäude Kartäuserstraße 5 und das von 1862 bis 1863 errichtete Doppelhaus Kartäuserstraße 6 und 8 vom Zimmerermeister Johann Beitsch. Beide Bauwerke sind aus Putz gefertigt. Zudem ist das Haus in der Kartäuserstraße 12 architektonisch auffällig. Es wurde 1863 als Schulgebäude errichtet, später war es ein Gebäude der Polizei. Heute dient es als Wohngebäude. In ihm finden sich Einflüsse sowohl von Joseph Laské als auch von Wilhelm Usinger.

## Bedeutende Bauwerke

### Ungerade Hausnummern

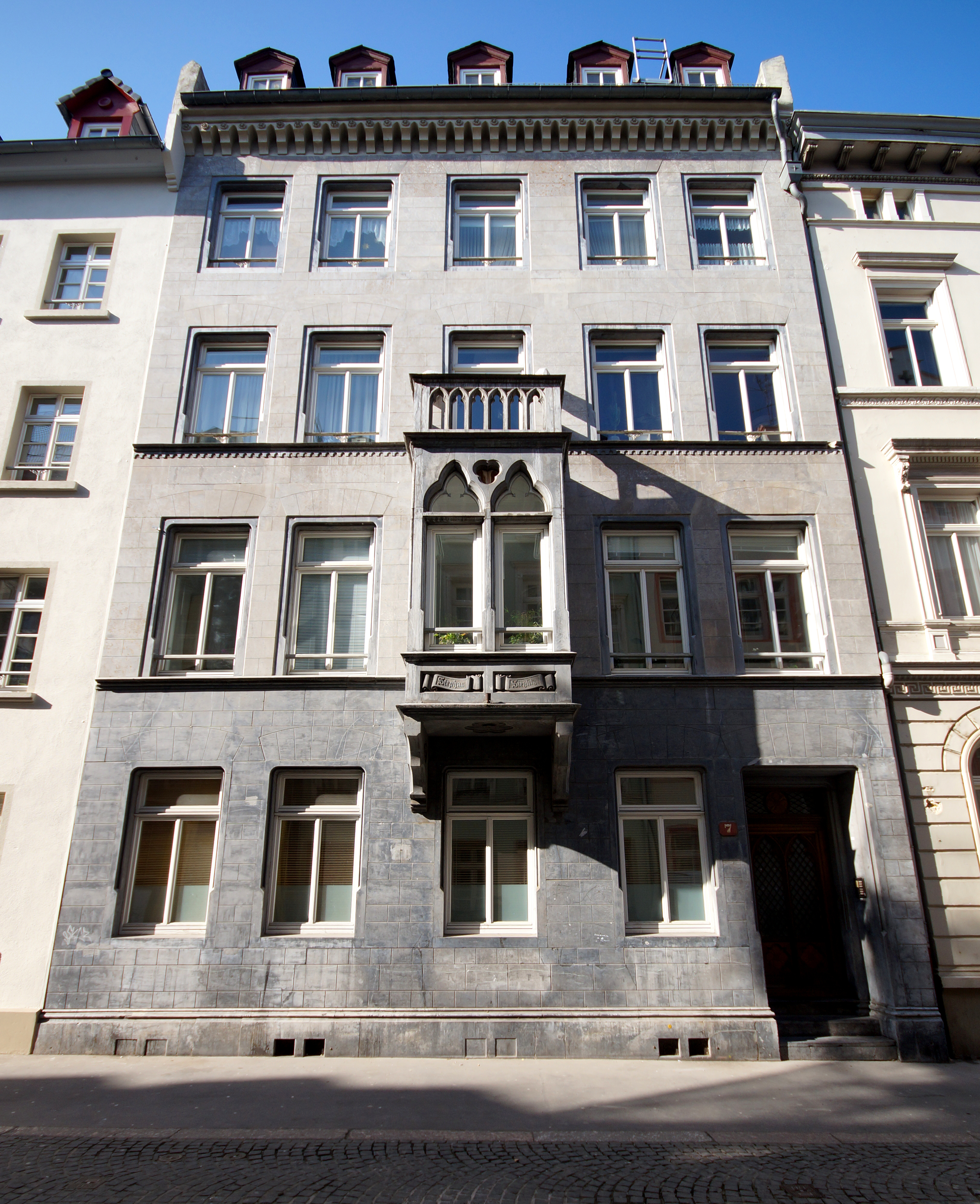
Das Gebäude Kartäuserstraße 7

Das Haus Kartäuserstraße 7 wurde 1863 nach Plänen des Architekten Stephan Stieglitz erbaut. Es hat vier Geschosse, einen mit Ornamenten geschmückten Erker mit einer aus Maßwerk errichteten Balustrade und wurde mit klassizistischen und neugotischen Stilformen verziert. Eine weitere Besonderheit an diesem Bau sind die auffällig gegliederten Fensterrahmen mit neugotischen Ausschmückungen, die vor allem im Traufgesims und dem Erker in der Gebäudemitte vorhanden sind. Der Erker besitzt außerdem Platten aus Granit mit eingravierten Fugen. Dazu sind der Windfang mit verschiedenfarbigen Gläsern, das Treppenhaus mit Intarsien und Treppenstufen aus Marmoren sowie die Eingangstür architektonisch auffällig. Das Nachbarhaus Kartäuserstraße 9 wurde 1869 erbaut. Der Architekt war Philipp Krebs. Das Gebäude hat dreieinhalb Geschosse. Als Baustoffe wurden Putz und Sandstein verwendet. Bei der Anlage des Gebäudes und seines Grundstücks wurden Baustile aus der italienischen Hochrenaissance verwendet. Architektonisch auffällig ist ein Turm über einem Mezzanin. Das Bauwerk hat außerdem Pilaster, die ein Belvedere mit einer Arkade stützen. Das Belvedere ist das einzige erhaltene Gebäudeteil seiner Art aus dieser Zeit in Mainz. Im ersten Obergeschoss ist eine Beletage, an die ein Erker mit einem Venezianischen Fenster gebaut wurde. Im Erker befinden sich Putten, die als Atlanten dienen. Im Erdgeschoss blieben bis heute ursprüngliche Fugenschnitte erhalten. Weiterhin blieben im Erdgeschoss und in den Torflügeln Rundbögen erhalten.
Ein bedeutendes Bauwerk befindet sich in der Kartäuserstraße 11. Es wurde 1863 errichtet, der Architekt war nach wissenschaftlichen Vermutungen Philipp Anton Elbert. Das Gebäude hat vier Geschosse und ein Souterrain. Es wurde mit Putz gebaut und ist traufständig. Auf der Rückseite des Gebäudes wurde ein weiterer Gebäudeflügel errichtet. Beide Flügel besitzen architektonisch auffällige Treppenhäuser mit außergewöhnlichen Treppen mit Auskragungen. An der ebenfalls architektonisch auffälligen Fassade befinden sich Lisenen, Sohlbankgesims und besonders gestaltete Fenster. Darüber hinaus sind die häufig abgerundeten Ecken besondere Merkmale des Bauwerks. Daneben befindet sich das Haus Kartäuserstraße 13. Es hat ein Erdgeschoss und ein Zwerchhaus. Nach einer Jahreszahl an einem Sturz wurde der Bau 1595 errichtet. Das Gebäude besteht teilweise aus Fachwerk. Das Zwerchhaus ist mit historischen Ornamenten geschmückt. Sie befinden sich an Streben und Pfosten und sind heute noch als Spolien vorhanden. Dazu ist hier noch Schmuck aus der Renaissance vorhanden: Hier wurden vor allem Menschen und Pflanzen dargestellt.

### Gerade Hausnummern

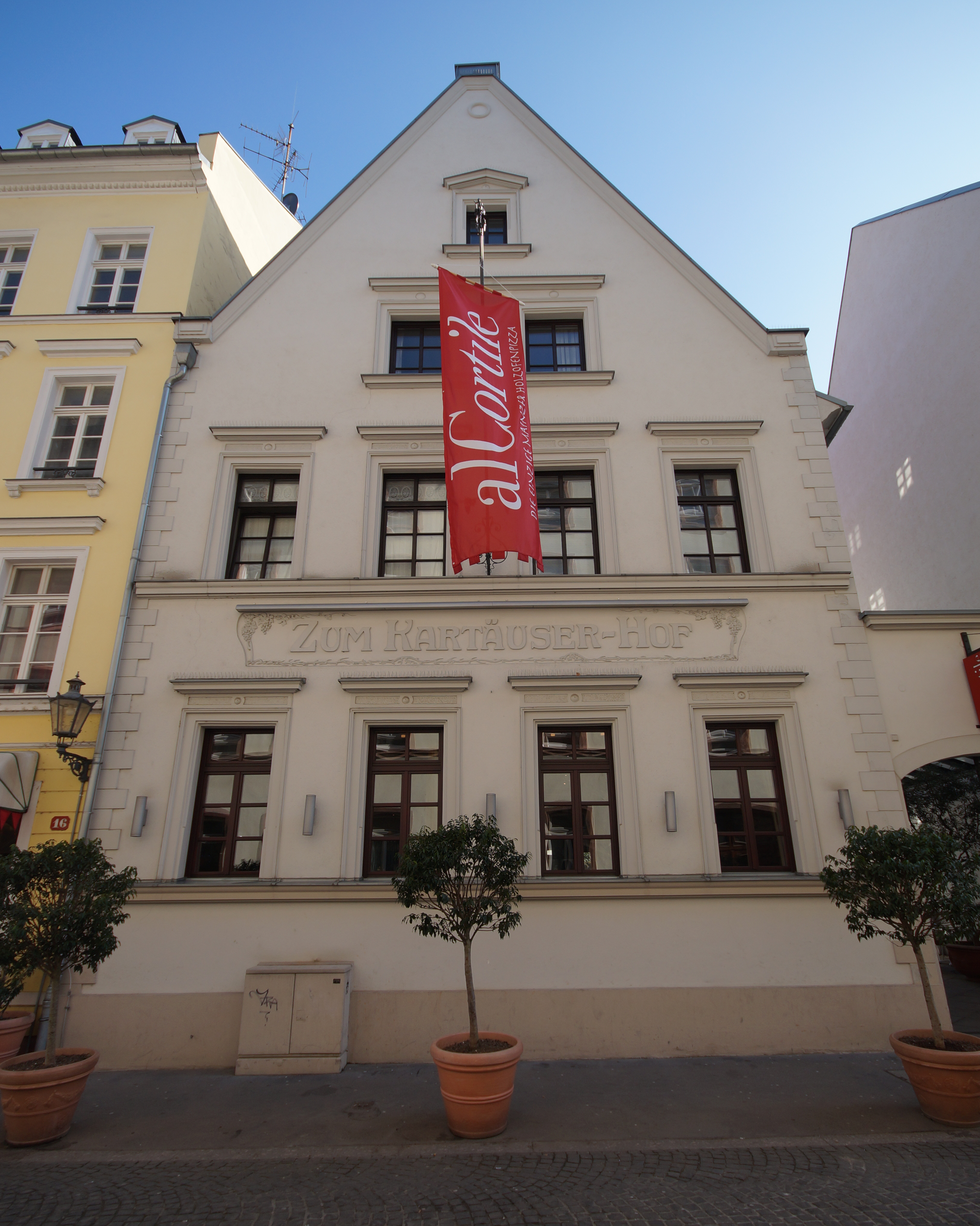
Das Haus Kartäuserstraße 14

Ein weiteres architektonisch beachtliches Gebäude ist in der Kartäuserstraße 14. In ihm sind Reste eines Bauwerks vorhanden, das Ende des 17. Jahrhunderts im Rahmen der Grundstückserweiterung der Kartäuser errichtet wurde. 1862 wurde das Anwesen wesentlich verkleinert. Das ist auf eine neue Fluchtlinie der umgebauten Straße zurückzuführen. Die neue Fassade war ein Ziegelmauerwerk mit Putz. Architekt dieses Umbaus war Paul Martel. Weitere durch Martel geplante Veränderungen waren Gesimse an den Fensterbänken und Gebälkverdachungen. Das ursprüngliche Bruchsteinmauerwerk mit Putz und rotem Sandstein wurden in die neuen Bauelemente übernommen und somit erhalten. Von 1985 bis 1986 wurde die Fassade abermals erneuert und das Gebäude um eine Achse nach hinten verlängert. Neuerungen zum Ursprungsbau vom Ende des 17. Jahrhunderts waren nun außerdem die Versetzung des Gebäudeeingangs an die Hausseite der Dachtraufe und eine neue innere Aufteilung der Räume durch neue Wände. Außerdem hatte das Bauwerk nun einen großen Keller mit Tonnengewölbe und eine Zisterne an der Rückwand des Gebäudes. Heute ist davon noch ein Kellerstollen vorhanden. Es ist das einzige giebelständige Gebäude in der Kartäuserstraße.
Direkt daneben befindet sich das Gebäude Kartäuserstraße 16. Es wurde 1862 als Wohngebäude erbaut. Im Erdgeschoss befinden sich an Fenstern und Portalen an der der Fassade gegenüberliegenden Hausmauer Teile des 1460 von den Kartäusern gekauften Gebäudes „Zur Großen Eich“. Dieses Haus gehörte früher der Patrizierfamilie Salmann aus Mainz. Bis heute hat sich aus dieser Zeit eine 1982 restaurierte Wandmalerei aus Erdfarben erhalten. In diesem profanen Kunstwerk wurden rote, gelbe und braune Farben verwendet. Das Wandgemälde wurde auf Mauerteilen gemalt, die frühere Fenster vermauerten. Heute sind vom Wandgemälde noch Pflanzen auf einem Gewände eines Fensters, gotische Figuren, Teile des Wappens „derer Zum Jungen“ und ein Vogel mit dem Spruch „hilf got“ mit Kleinbuchstaben aus der Gotik vorhanden. Diese Wandmalerei wurde vermutlich um 1350 gefertigt. Es handelt sich bei ihr um die einzige erhaltene profane Wandbemalung aus der Spätgotik in Mainz. Der Putzbau ist heute traufständig, hat vier Geschosse und einen Baustil aus dem späten Klassizismus. Weitere Besonderheiten am Bau sind das Zahnschnitt am Traufgesims, das rustizierte Erdgeschoss und die zusammengezogenen drei Achsen in der Mitte der Fassade. In diesem Zusammenhang sind zudem die Zusammengehörigkeit betonenden Fensterbänke und die kleinen Dächer an der Fassade auffällig. Originale sind der an der Fassade positionierte Fahnenmast aus im Puddelverfahren hergestelltem Eisen und die Gitter der Brüstungen.